# Butte de Zuran
La butte de Zuran (en tchèque : Vrchol Žuráně), haute de 286,5 mètres, est une colline située sur une propriété offerte à la France par la République tchèque en 2005, à l'occasion du bicentenaire de la bataille d'Austerlitz. La propriété est enclavée à l'intérieur du village de Podolí près de Brno, en République tchèque. 
Position stratégique, la butte sert de quartier général à Napoléon Ier lors de la bataille d'Austerlitz s'étant déroulée le 2 décembre 1805. Aujourd'hui, seule une stèle commémorative représentant le plan de ladite bataille s'y trouve.

## Galerie

Butte de Zuran
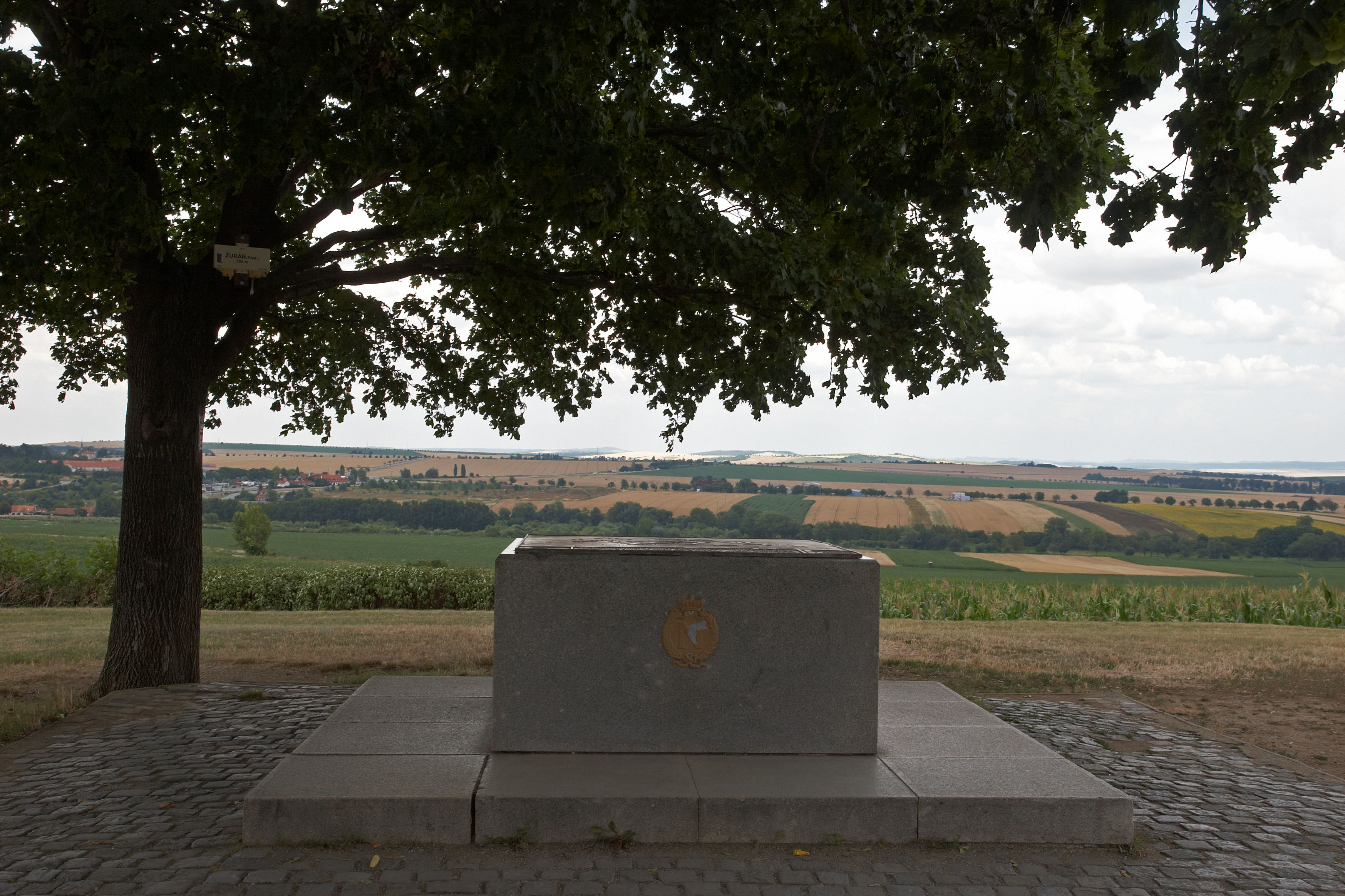
Stèle sous les arbres
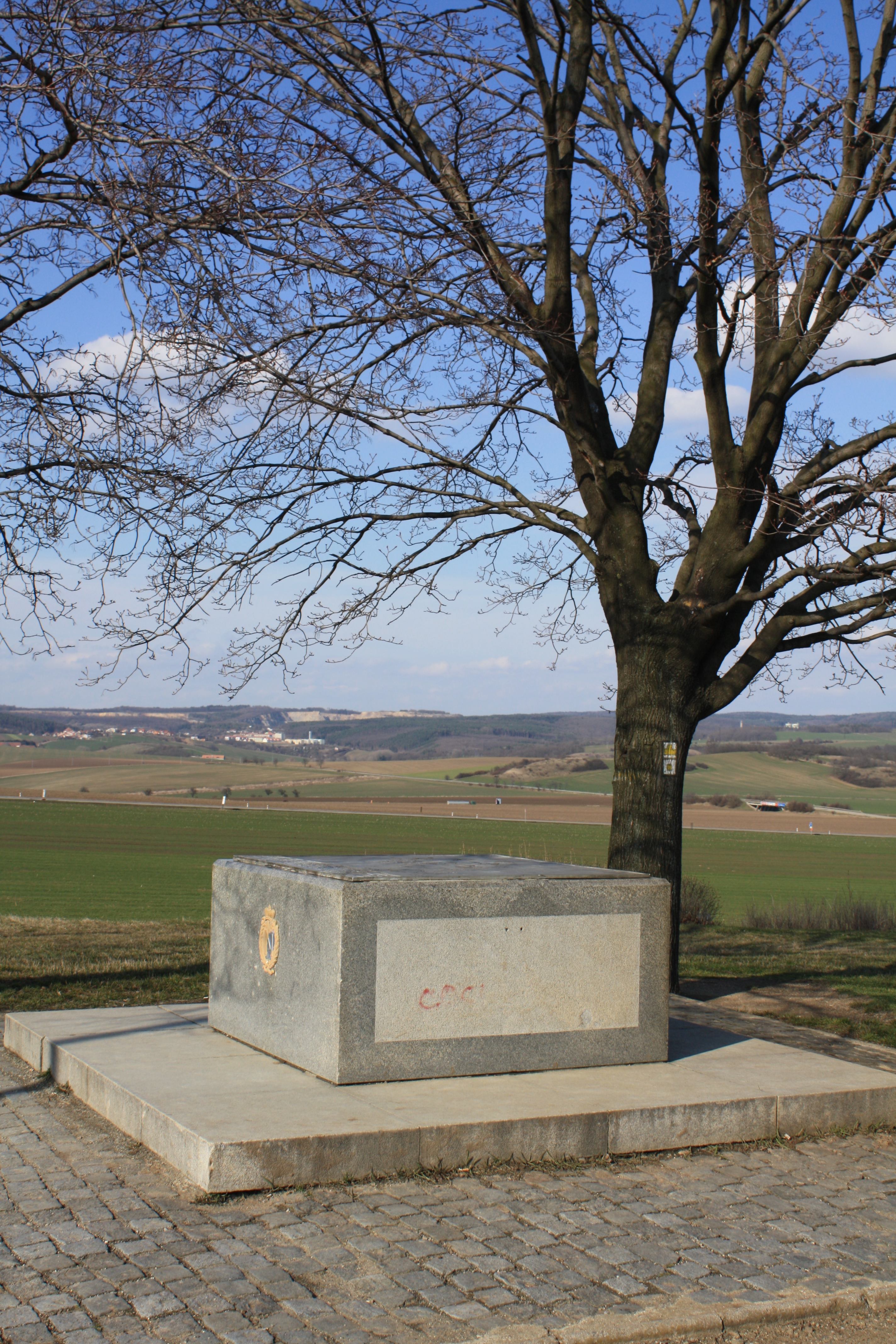
Mémorial en 2009
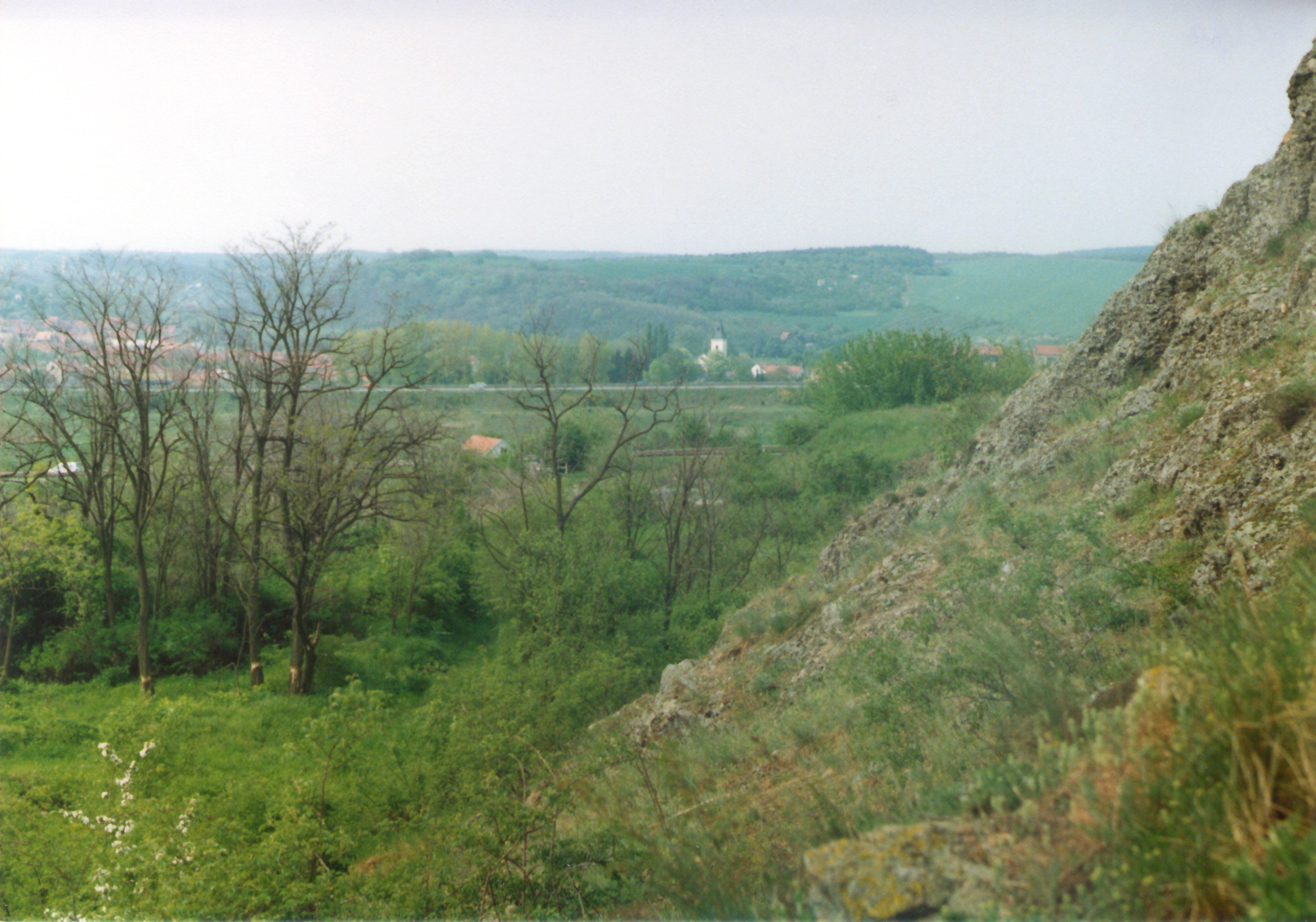
Lieu où Napoléon a dormi avant la bataille
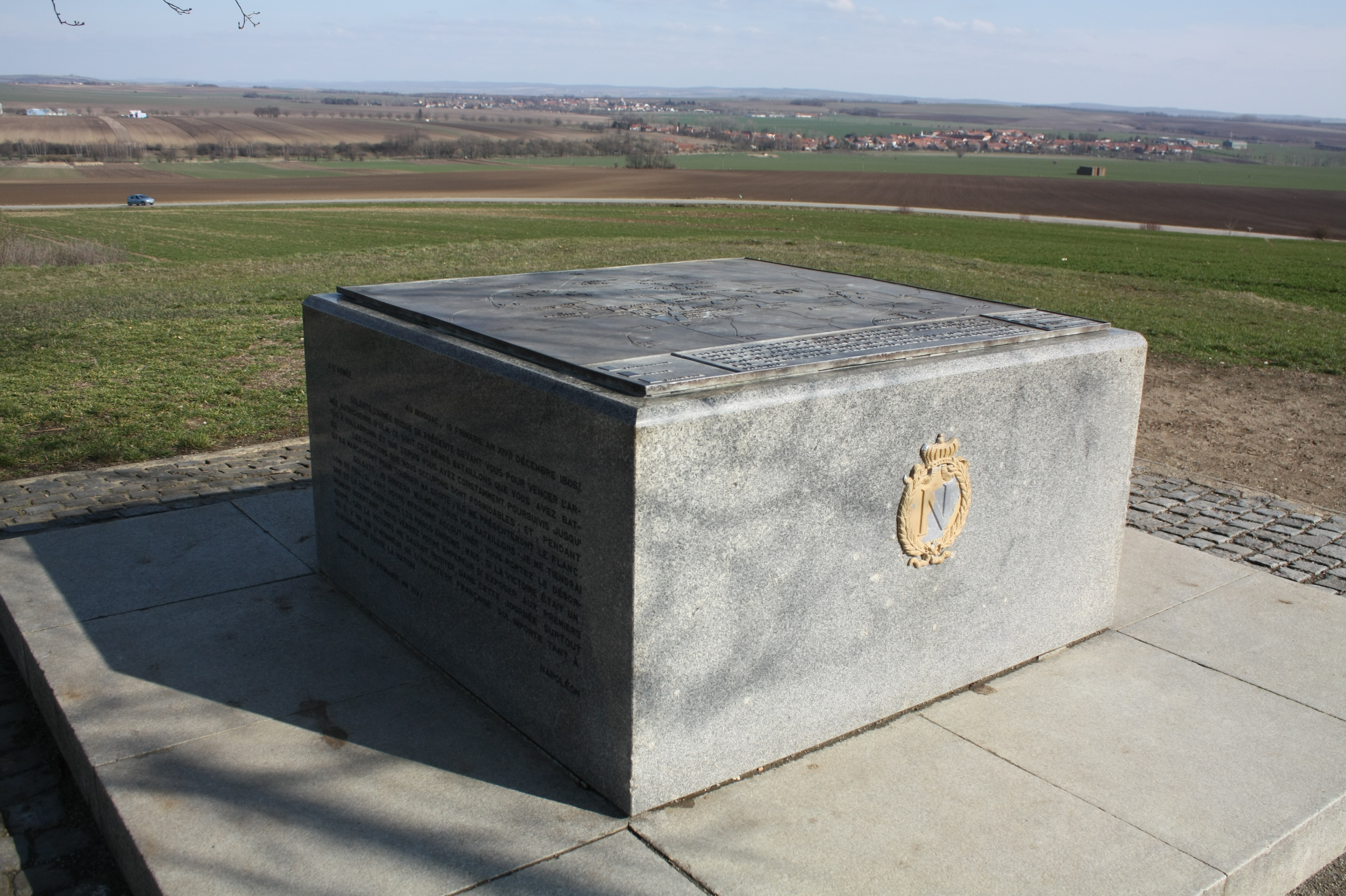
Mémorial en 2009
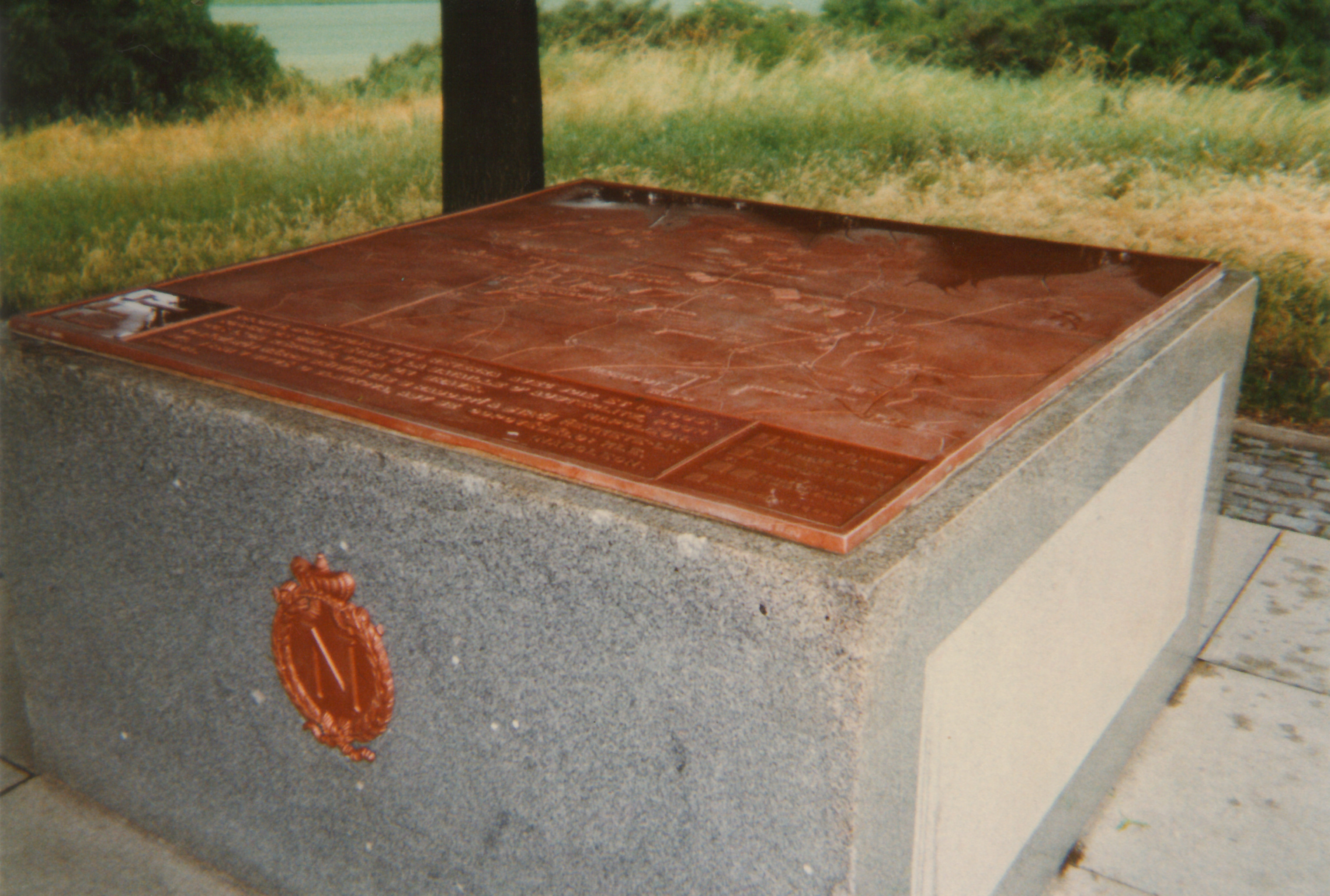
Mémorial en 1996
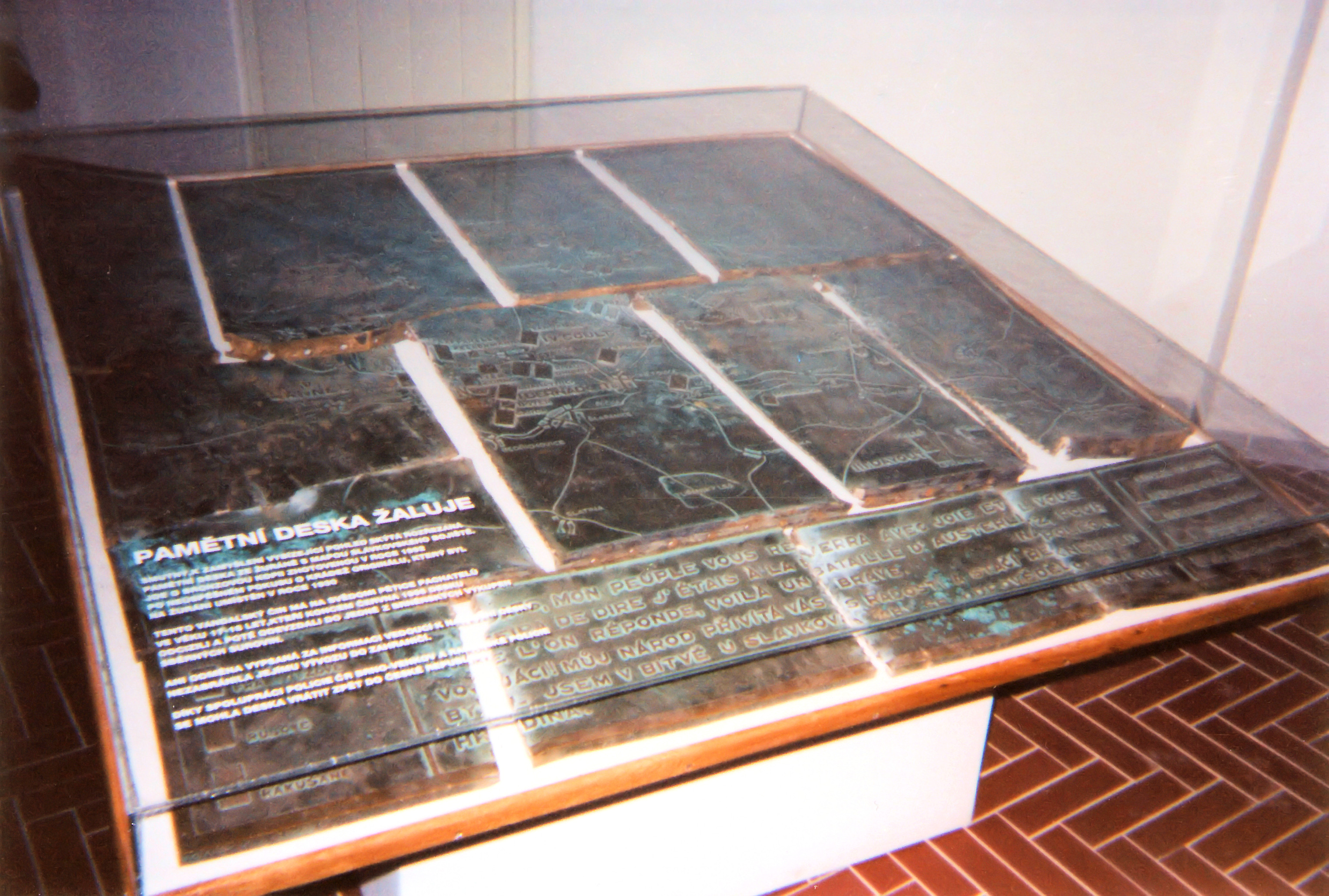
Plaques de bronze (1995)